# Shizuoka
Shizuoka (静岡市 -shi?) es la ciudad capital de la prefectura de Shizuoka en Japón. Es una ciudad designada por decreto gubernamental.
En octubre de 2010 tenía censo en 716.328 habitantes y el área total abarca 1.411,77 km².
La ciudad abarca tres barrios: Aoi-ku, Suruga-ku y Shimizu-ku.
Durante el período Edo, la ciudad fue ocupada por Tokugawa Ieyasu, y posteriormente fue un feudo de Tokugawa Tadanaga y posteriormente fue administrado directamente por el shogunato. La ciudad propiamente dicha fue fundada el 1 de abril de 1889. En el 2003 se fusionó con la ciudad de Shimizu (actual barrio de Shimizu-ku) para posteriormente obtener el decreto gubernamental en 2005.

## Clima
Shizuoka tiene un clima subtropical húmedo, debido a su localización costera experimenta fuertes vientos de octubre a abril, con veranos calientes y húmedos con poca nieve en invierno.
| Parámetros climáticos promedio de Shizuoka | Parámetros climáticos promedio de Shizuoka | Parámetros climáticos promedio de Shizuoka | Parámetros climáticos promedio de Shizuoka | Parámetros climáticos promedio de Shizuoka | Parámetros climáticos promedio de Shizuoka | Parámetros climáticos promedio de Shizuoka | Parámetros climáticos promedio de Shizuoka | Parámetros climáticos promedio de Shizuoka | Parámetros climáticos promedio de Shizuoka | Parámetros climáticos promedio de Shizuoka | Parámetros climáticos promedio de Shizuoka | Parámetros climáticos promedio de Shizuoka | Parámetros climáticos promedio de Shizuoka |
| Mes                                        | Ene.                                       | Feb.                                       | Mar.                                       | Abr.                                       | May.                                       | Jun.                                       | Jul.                                       | Ago.                                       | Sep.                                       | Oct.                                       | Nov.                                       | Dic.                                       | Anual                                      |
| ------------------------------------------ | ------------------------------------------ | ------------------------------------------ | ------------------------------------------ | ------------------------------------------ | ------------------------------------------ | ------------------------------------------ | ------------------------------------------ | ------------------------------------------ | ------------------------------------------ | ------------------------------------------ | ------------------------------------------ | ------------------------------------------ | ------------------------------------------ |
| Temp. máx. abs. (°C)                       | 25.7                                       | 26.2                                       | 26.6                                       | 33.3                                       | 38.0                                       | 38.3                                       | 38.4                                       | 38.7                                       | 37.1                                       | 33.9                                       | 28.0                                       | 24.5                                       | 38.7                                       |
| Temp. máx. media (°C)                      | 11.4                                       | 11.4                                       | 14.5                                       | 19.2                                       | 22.9                                       | 25.6                                       | 29.2                                       | 30.6                                       | 27.5                                       | 22.9                                       | 18.4                                       | 13.8                                       | 20.6                                       |
| Temp. mín. media (°C)                      | 1.6                                        | 2.1                                        | 5.4                                        | 10.4                                       | 14.4                                       | 18.7                                       | 22.4                                       | 23.5                                       | 20.4                                       | 14.7                                       | 9.2                                        | 3.7                                        | 12.2                                       |
| Temp. mín. abs. (°C)                       | -6.8                                       | -5.8                                       | -4.6                                       | -1.4                                       | 5.1                                        | 12.5                                       | 15.4                                       | 16.9                                       | 10.6                                       | 3.9                                        | -1.7                                       | -5.1                                       | -6.8                                       |
| Lluvias (mm)                               | 71.6                                       | 102.2                                      | 212.5                                      | 237.2                                      | 221.5                                      | 283.3                                      | 279.7                                      | 245.4                                      | 304.3                                      | 171.8                                      | 132.8                                      | 59.6                                       | 2321.9                                     |
| Días de lluvias (≥ 1 mm)                   | 11.3                                       | 12.1                                       | 17.4                                       | 16.0                                       | 16.6                                       | 19.7                                       | 20.4                                       | 17.7                                       | 19.4                                       | 16.9                                       | 12.4                                       | 9.9                                        | 189.8                                      |
| Horas de sol                               | 206.4                                      | 185.4                                      | 190.3                                      | 184.6                                      | 188.7                                      | 139.4                                      | 162.4                                      | 204.6                                      | 153.5                                      | 160.3                                      | 170.7                                      | 198.5                                      | 2144.8                                     |
| Humedad relativa (%)                       | 57.4                                       | 58.0                                       | 62.7                                       | 68.4                                       | 72.6                                       | 78.5                                       | 79.7                                       | 77.9                                       | 76.4                                       | 72.1                                       | 67.8                                       | 61.6                                       | 69.4                                       |
| Fuente: Agencia meteorológica japonés      |                                            |                                            |                                            |                                            |                                            |                                            |                                            |                                            |                                            |                                            |                                            |                                            |                                            |

## Ciudades hermanadas
Shizuoka está hermanada con las siguientes ciudades:
| - Cannes, Provenza-Alpes-Costa Azul, Francia. - Huế, Vietnam. - Jōetsu, Niigata, Japón. - Muroran, Hokkaido, Japón. - Omaha, Nebraska, Estados Unidos. - Shelbyville, Indiana, Estados Unidos. - Stockton, California, Estados Unidos. |